# Sânnicolau Român
Sânnicolau Român è un comune della Romania di 2 082 abitanti, ubicato nel distretto di Bihor, nella regione storica della Transilvania.
Il comune è formato dall'unione di 3 villaggi: Berechiu, Roit, Sânnicolau Român.